# TBS水曜8時枠の連続ドラマ
TBS水曜8時枠の連続ドラマ（ティービーエスすいようはちじわくのれんぞくどらま）は、過去5期に渡ってTBS系列の水曜20時台（JST）に放送されたテレビドラマの枠である。

## 歴史
- 最初の作品は30分海外作品『ソニー号空とぶ冒険（英語版）』。その後はプロ野球中継やボクシング中継『東洋チャンピオンスカウト』でしばらく中断、そして1961年10月より1時間枠に変更し、刑事ドラマの名作『七人の刑事』を放送するも、半年で木曜20:00に移動し、代わって海外ドラマ『裸の町』が枠交換でこの枠に移動し1ヶ月放送、その後同じ海外ドラマの名作『コンバット!』を約5年の間放送するが、この後のジャンルは時代劇・ホームドラマ・アクション・海外作品などとまちまちで、しかもバラエティ番組などのために中断する事もあった。
- そして1974年4月13日開始の『事件狩り』から、大映テレビ制作による刑事ドラマ路線を開始、一躍人気となり、『銭形平次』（フジテレビ系列）、『水曜スペシャル』（NET→テレビ朝日系列）や、日本テレビのドラマ路線と鎬合いを続けた。そしてこの路線から、石立鉄男・坂上二郎・鈴木ヒロミツ・国広富之・松崎しげるらがスターになった。
  - なお、1974年10月開始の『夜明けの刑事』継続中の1975年4月に腸捻転解消が行われたため、関西地区のネットは朝日放送から毎日放送に代わった。
- しかし末期になると、ドラマ路線に代わって登場した『歌のワイド90分!』（日本テレビ系列）に人気を奪われ、1983年3月30日終了の『婦警さんは魔女』をもってこの枠のドラマは終了した。そして次番組は関口宏司会の動物クイズ番組『わくわく動物ランド』となり、以後概ねバラエティ路線（稀に19時台からの単発特別番組枠）が続いている。一方のドラマ路線は、火曜20:00（『スチュワーデス物語』ほか）→日曜20:00（『おんな風林火山』）→火曜20:00（『ママはアイドル』ほか）と変遷した後、1987年 - 1988年に水曜19:00で放送した30分ドラマ『オヨビでない奴!』をもって終了する。同時期には日曜20:00のドラマ枠や、木曜22:00の『木曜座』（毎日放送制作）も終了した。
- また、当時のこの時間枠の特徴として4月 - 9月のナイターシーズンになるとプロ野球ナイター中継で放送休止になることが多かった。

- 2023年現在の時間帯は『世界くらべてみたら』というバラエティ番組枠が放送されている。

## 作品リスト

### 第1期
- ソニー号空とぶ冒険（英語版）（1957年9月18日 - 1958年7月16日）※海外作品。枠は20:00 - 20:30。

### 第2期
- 七人の刑事（1961年10月 - 1962年9月）※木曜20:00へ移動。枠は20:00 - 21:00。
- 裸の町（Naked City ）（1962年10月3日 - 10月31日）※海外作品、木曜20:00から移動。ここから枠は20:00 - 20:56（『JNNフラッシュニュース』設置で4分縮小）。
- コンバット!（1962年11月7日 - 1967年9月27日）※海外作品。
- 風（1967年10月4日 - 1968年9月11日）
- 仇討ち（1968年10月2日 - 1969年3月26日）
- おむすびコロリン（1969年4月2日 - 9月24日）
- 新・平四郎危機一発（1969年10月1日 - 1970年3月25日）
- 二人の刑事（1970年4月1日 - 9月30日）

ドラマ中断、この間はクイズ番組『あなたは名探偵』を放送。

### 第3期
- 親ばか子ばか（1971年3月3日 - 9月29日）
- 十手野郎捕物控（1971年10月6日 - 1972年2月9日）
- おこりんぼ（1972年2月16日 - 6月14日）

ドラマ中断。この間はボウリング番組『クイーンズ・ボウリング（第2期）』、バラエティ番組『歌と笑いでつっぱしれ!→水曜バラエティー』を放送。

### 第4期
- わが家は11人（1973年1月10日 - 4月17日）※海外作品。ここから20:00 - 20:55。

ドラマ中断。この間は恋愛バラエティ番組『結婚への扉』を放送。

### 第5期
- 事件狩り（1974年4月3日 - 9月18日）
- 夜明けの刑事（1974年10月2日 - 1977年3月23日）
- 新・夜明けの刑事（1977年3月30日 - 9月28日）
- 明日の刑事（1977年10月5日 - 1979年10月10日）
- 噂の刑事トミーとマツ（第1シリーズ）（1979年10月17日 - 1981年3月25日）
- 秘密のデカちゃん（1981年4月15日 - 1982年1月6日）
- 噂の刑事トミーとマツ（第2シリーズ）（1982年1月13日 - 12月22日）※10月より20:00 - 20:54へ（1分縮小）。
- 婦警さんは魔女（1983年1月5日 - 3月30日）

## 参考資料
「キー局番組変遷編成ひょ～」